# 葉言都
葉言都（1949年8月3日—），生於澎湖縣馬公鎮（今馬公市），現居臺北市，中文科幻小說作家。原任《中國時報》財務長，退休後進入台灣大學歷史系研究所博士班就讀，於2010年畢業。

## 經歷
曾獲《中國時報》文學獎科幻小說首獎、推理小說首獎。推理小說得獎作品〈1649〉被改編為電影〈遊戲規則〉台灣電影資料庫 片庫索引資料頁(1989)。葉言都的小說被稱為「最不科幻的科幻小說」，以歷史/現實交互描寫，引入科幻主題，作品以寫實手法為特色．雖不多產，但在華文科幻文學界有重要之地位。
- 國立臺灣大學歷史研究所畢業
- 曾任師大國語文中心教師
- 曾任《漢聲》雜誌編輯
- 曾任《中國時報》「人間」副刊編輯
- 曾任《中國時報》駐舊金山記者及辦事處主任
- 曾任《中國時報》美洲總編輯及中國時報協理
- 曾任《中國時報》財務長
- 曾任《中國時報》副總經理
- 曾任東吳大學 (台灣)歷史系講師
- 曾任世新大學講師

## 作品

### 小說

#### 短篇科幻小說
- 《海天龍戰》（台北：知識系統，1987；再版，台北：貓頭鷹，2008），紀念新版更名《綠猴劫》（台北：時報，2020）
  - 〈古劍〉
  - 〈高卡檔案〉
  - 〈綠猴劫〉
  - 〈我愛溫諾娜〉 - 七十四年時報文學獎科幻小說獎。
  - 〈迷鳥記〉

#### 短篇推理小說
- 〈1649〉- 七十七年時報文學獎推理小說首獎。

### 歷史普及讀物
- 《葉言都探歷史 讓我們來到南朝：尋，江南煙雨花落盡》（台北：時報，2019）
- 《葉言都探歷史 讓我們來到北朝：看，北國天下起風雲》（台北：時報，2019）
- 《愛恨帝王家：中國古代宮廷女性的愛慾情仇：春秋戰國篇》（台北：時報，2020）

## 外部連結
- 葉赫部落 - 葉言都中時電子報作家部落格